# Campeonato Sergipano de Futebol de 2008 - Série A2
O Campeonato Sergipano da Série A2 de 2008 foi a 18º edição do torneio que corresponde à segunda divisão do futebol em Sergipe.

## Formato

### Primeira Fase
Nessa fase as 9 equipes são divididas em dois grupos o grupo A e o grupo B que possuem 4 e 5 equipes respectivamente. As associações realizam jogos de ida e volta dentro de seus grupos, classificando-se para a próxima fase as 2 melhores equipes de cada grupo.

### Segunda Fase
As 2 equipes classificadas jogam as partidas finais em ida e volta. As equipes campeã e vice-campeã ascenderão ao Sergipão em 2009.

### Critérios de desempate
Persistindo empate em número de pontos serão aplicados os seguintes critérios na ordem que forem citados.
1. Maior número de vitórias;

2. Maior saldo de gols;

3. Maior número de gols pró;

4. Menor número de gols contra;

5. Confronto direto entre as Associações;

6. Menor número de cartões vermelho recebidos;

7. Menor número de cartões amarelo recebidos;

8. Sorteio.

## Equipes Participantes
Abaixo a lista dos clubes que participaram do campeonato em 2008. 
| Baixa | Equipes rebaixadas da Série A1 de 2007 |

## Primeira Fase

### Grupo A
| Pos | Times              | Pts | J | V | E | D | GP | GC | SG  |
| --- | ------------------ | --- | - | - | - | - | -- | -- | --- |
| 1   | Canindé            | 12  | 6 | 4 | 0 | 2 | 16 | 14 | +2  |
| 2   | Atlético Gloriense | 11  | 6 | 3 | 2 | 1 | 17 | 7  | +10 |
| 3   | Força Jovem        | 10  | 6 | 3 | 1 | 2 | 10 | 9  | +1  |
| 4   | Propriá            | 1   | 6 | 0 | 1 | 5 | 4  | 17 | -13 |

|                    | ATG   | CAN   | FJO   | PRO   |
| ------------------ | ----- | ----- | ----- | ----- |
| Atlético Gloriense | —     | 7 – 2 | 0 – 0 | 6 – 0 |
| Canindé            | 2 – 0 | —     | 5 – 3 | 3 – 0 |
| Força Jovem        | 2 – 3 | 2 – 0 | —     | 1 – 0 |
| Propriá            | 1 – 1 | 2 – 4 | 1 – 2 | —     |

|  |                     |  |        |  |                      |
|  | Vitória do Mandante |  | Empate |  | Vitória do Visitante |

#### Rodadas na liderança e Lanterna
Em negrito, os clubes que mais permaneceram na liderança.
| Liderança | Liderança | Liderança | Liderança | Liderança | Liderança | Liderança | Liderança | Liderança | Liderança |
| --------- | --------- | --------- | --------- | --------- | --------- | --------- | --------- | --------- | --------- |
| 1         | 2         | 3         | 4         | 5         | 6         |           |           |           |           |
| CAN       | ATLÉTICO  | ATLÉTICO  | CANINDÉ   | CANINDÉ   | CANINDÉ   |           |           |           |           |
| Lanterna  |           |           |           |           |           |           |           |           |           |
| 1         | 2         | 3         | 4         | 5         | 6         |           |           |           |           |
| FJO       | CAN       | PROPRIÁ   | PROPRIÁ   | PROPRIÁ   | PROPRIÁ   |           |           |           |           |

#### Resultados
| 3 de agosto de 2008 | Propriá | 1 – 1 | Atlético Gloriense | Propriá                      |
|                     |         |       |                    | Estádio: Constantino Tavares |

| 3 de agosto de 2008 | Canindé | 5 – 3 | Força Jovem | Canindé de São Francisco |
|                     |         |       |             | Estádio: Andrezão        |

| 10 de agosto de 2008 | Força Jovem | 1 – 0 | Propriá | Aquidabã         |
|                      |             |       |         | Estádio: Manecão |

| 10 de agosto de 2008 | Atlético Gloriense | 7 – 2 | Canindé | Nossa Senhora da Glória  |
|                      |                    |       |         | Estádio: Editon Oliveira |

| 17 de agosto de 2008 | Propriá | 2 – 4 | Canindé | Propriá                      |
|                      |         |       |         | Estádio: Constantino Tavares |

| 17 de agosto de 2008 | Força Jovem | 2 – 3 | Atlético Gloriense | Aquidabã         |
|                      |             |       |                    | Estádio: Manecão |

| 24 de agosto de 2008 | Canindé | 3 – 0 | Propriá | Canindé de São Francisco |
|                      |         |       |         | Estádio: Andrezão        |

| 24 de agosto de 2008 | Atlético Gloriense | 0 – 0 | Força Jovem | Nossa Senhora da Glória  |
|                      |                    |       |             | Estádio: Editon Oliveira |

| 6 de setembro de 2008 | Propriá | 1 – 2 | Força Jovem | Propriá                      |
|                       |         |       |             | Estádio: Constantino Tavares |

| 6 de setembro de 2008 | Canindé | 2 – 0 | Atlético Gloriense | Canindé de São Francisco |
|                       |         |       |                    | Estádio: Andrezão        |

| 14 de setembro de 2008 | Atlético Gloriense | 6 – 0 | Propriá | Nossa Senhora da Glória  |
|                        |                    |       |         | Estádio: Editon Oliveira |

| 14 de setembro de 2008 | Força Jovem | 2 – 0 | Canindé | Aquidabã         |
|                        |             |       |         | Estádio: Manecão |

### Grupo B
| Pos | Times           | Pts | J | V | E | D | GP | GC | SG  |
| --- | --------------- | --- | - | - | - | - | -- | -- | --- |
| 1   | Sete de Junho   | 22  | 8 | 7 | 1 | 0 | 20 | 4  | +16 |
| 2   | Dorense         | 13  | 8 | 4 | 1 | 3 | 9  | 9  | 0   |
| 3   | Lagartense[ACL] | 9   | 8 | 2 | 3 | 3 | 5  | 8  | -3  |
| 4   | Laranjeiras     | 7   | 8 | 2 | 1 | 5 | 8  | 16 | -8  |
| 5   | Cotinguiba      | 5   | 8 | 1 | 2 | 5 | 6  | 11 | -5  |

|               | COT   | DOR   | ACL   | LAR   | SJU   |
| ------------- | ----- | ----- | ----- | ----- | ----- |
| Cotinguiba    | —     | 0 – 1 | 0 – 0 | 2 – 3 | 2 – 2 |
| Dorense       | 1 – 0 | —     | 1 – 1 | 2 – 0 | 1 – 4 |
| Lagartense    | 1 – 0 | 0 – 1 | —     | 2 – 1 | [W.O] |
| Laranjeiras   | 0 – 1 | 3 – 2 | 1 – 1 | —     | 0 – 3 |
| Sete de Junho | 3 – 1 | 1 – 0 | 1 – 0 | 3 – 0 | —     |

|  |                     |  |        |  |                      |
|  | Vitória do Mandante |  | Empate |  | Vitória do Visitante |

#### Rodadas na liderança e Lanterna
Em negrito, os clubes que mais permaneceram na liderança.
| Liderança | Liderança   | Liderança     | Liderança     | Liderança     | Liderança     | Liderança     | Liderança     | Liderança     | Liderança     |
| --------- | ----------- | ------------- | ------------- | ------------- | ------------- | ------------- | ------------- | ------------- | ------------- |
| 1         | 2           | 3             | 4             | 5             | 6             | 7             | 8             | 9             | 10            |
| SJU       | COT         | SETE DE JUNHO | SETE DE JUNHO | SETE DE JUNHO | SETE DE JUNHO | SETE DE JUNHO | SETE DE JUNHO | SETE DE JUNHO | SETE DE JUNHO |
| Lanterna  |             |               |               |               |               |               |               |               |               |
| 1         | 2           | 3             | 4             | 5             | 6             | 7             | 8             | 9             | 10            |
| ACL       | LARANJEIRAS | LARANJEIRAS   | LARANJEIRAS   | LARANJEIRAS   | LARANJEIRAS   | LARANJEIRAS   | LARANJEIRAS   | LARANJEIRAS   | COT           |

#### Resultados
| 3 de agosto de 2008 | Laranjeiras | 0 – 1 | Cotinguiba | Laranjeiras            |
|                     |             |       |            | Estádio: Aníbal Franco |

| 5 de agosto de 2008 | Lagartense | 0 – 3 W.O. | Sete de Junho | Lagarto           |
|                     |            |            |               | Estádio: Barretão |

| 6 de Agosto de 2008 | Dorense | 2 – 0 | Laranjeiras | Nossa Senhora das Dores  |
|                     |         |       |             | Estádio: Ariston Azevedo |

| 6 de Agosto de 2008 | Cotinguiba | 0 – 0 | Lagartense | Barra dos Coqueiros |
|                     |            |       |            | Estádio: João Cruz  |

| 10 de agosto de 2008 | Sete de Junho | 3 – 1 | Cotinguiba | Tobias Barreto     |
|                      |               |       |            | Estádio: Brejeirão |

| 10 de agosto de 2008 | Lagartense | 0 – 1 | Dorense | Lagarto           |
|                      |            |       |         | Estádio: Barretão |

| 13 de agosto de 2008 | Sete de Junho | 3 – 0 | Laranjeiras | Tobias Barreto     |
|                      |               |       |             | Estádio: Brejeirão |

| 6 de Agosto de 2008 | Cotinguiba | 0 – 1 | Dorense | Barra dos Coqueiros |
|                     |            |       |         | Estádio: João Cruz  |

| 17 de agosto de 2008 | Laranjeiras | 1 – 1 | Lagartense | Laranjeiras            |
|                      |             |       |            | Estádio: Aníbal Franco |

| 17 de Agosto de 2008 | Dorense | 1 – 4 | Sete de Junho | Nossa Senhora das Dores  |
|                      |         |       |               | Estádio: Ariston Azevedo |

| 24 de agosto de 2008 | Lagartense | 2 – 1 | Laranjeiras | Lagarto           |
|                      |            |       |             | Estádio: Barretão |

| 24 de agosto de 2008 | Sete de Junho | 1 – 0 | Dorense | Tobias Barreto     |
|                      |               |       |         | Estádio: Brejeirão |

| 31 de agosto de 2008 | Laranjeiras | 0 – 3 | Sete de Junho | Laranjeiras            |
|                      |             |       |               | Estádio: Aníbal Franco |

| 31 de Agosto de 2008 | Dorense | 1 – 0 | Cotinguiba | Nossa Senhora das Dores  |
|                      |         |       |            | Estádio: Ariston Azevedo |

| 6 de setembro de 2008 | Cotinguiba | 2 – 2 | Sete de Junho | Barra dos Coqueiros |
|                       |            |       |               | Estádio: João Cruz  |

| 6 de setembro de 2008 | Dorense | 1 – 1 | Lagartense | Nossa Senhora das Dores  |
|                       |         |       |            | Estádio: Ariston Azevedo |

| 10 de setembro de 2008 | Laranjeiras | 3 – 2 | Dorense | Laranjeiras            |
|                        |             |       |         | Estádio: Aníbal Franco |

| 10 de setembro de 2008 | Lagartense | 1 – 0 | Cotinguiba | Lagarto           |
|                        |            |       |            | Estádio: Barretão |

| 14 de setembro de 2008 | Cotinguiba | 2 – 3 | Laranjeiras | Barra dos Coqueiros |
|                        |            |       |             | Estádio: João Cruz  |

| 14 de setembro de 2008 | Sete de Junho | 1 – 0 | Lagartense | Tobias Barreto     |
|                        |               |       |            | Estádio: Brejeirão |

## Cruzamento Olímpico
|  | Semifinais         | Semifinais    | Semifinais | Semifinais |   |         | Final | Final | Final | Final |
|  |                    |               |            |            |   |         |       |       |       |       |
|  | Dorense            | 1             | 2          | 3 (3)      |   |         |       |       |       |       |
|  | Canindé            | 1             | 2          | 3 (4)      |   |         |       |       |       |       |
|  | Canindé            | 1             | 2          | 3 (4)      |   | Canindé | 1     | 0     | 1     |       |
|  |                    |               |            |            |   | Canindé | 1     | 0     | 1     |       |
|  |                    | Sete de Junho | 1          | 1          | 2 |         |       |       |       |       |
|  | Atlético Gloriense | Sete de Junho | 1          | 1          | 2 | 1       | 0     | 1 (2) |       |       |
|  | Atlético Gloriense |               |            |            |   | 1       | 0     | 1 (2) |       |       |
|  | Sete de Junho      | 1             | 0          | 1 (4)      |   |         |       |       |       |       |

| 20 de setembro de 2008 | Dorense | 1 – 1 | Canindé | Nossa Senhora das Dores  |
|                        |         |       |         | Estádio: Ariston Azevedo |

| 27 de setembro de 2008 | Canindé | 2 – 2 \| \| \| Penalidades \| \| \| 4 – 3 \| \| | Dorense | Canindé de São Francisco |
|                        |         |                                                 |         | Estádio: Andrezão        |
|                        |         | Penalidades                                     |         |                          |
|                        | 4 – 3   |                                                 |         |                          |

|  |       | Penalidades |
|  | 4 – 3 |             |

| 21 de setembro de 2008 | Atlético Gloriense | 1 – 1 | Sete de Junho | Nossa Senhora da Glória  |
|                        |                    |       |               | Estádio: Editon Oliveira |

| 28 de setembro de 2008 | Sete de Junho | 0 – 0 \| \| \| Penalidades \| \| \| 4 – 2 \| \| | Atlético Gloriense | Tobias Barreto     |
|                        |               |                                                 |                    | Estádio: Brejeirão |
|                        |               | Penalidades                                     |                    |                    |
|                        | 4 – 2         |                                                 |                    |                    |

|  |       | Penalidades |
|  | 4 – 2 |             |

| 12 de outubro de 2008 | Canindé | 1 – 1 | Sete de Junho | Canindé de São Francisco |
|                       |         |       |               | Estádio: Andrezão        |

| 19 de outubro de 2008 | Sete de Junho | 1 – 0 | Canindé | Tobias Barreto     |
|                       |               |       |         | Estádio: Brejeirão |

### Premiação
| Campeonato Sergipano de 2008 Série A2 |
| ------------------------------------- |
| Sete de Junho Campeão (1º título)     |

## Classificação Geral
- [ACL]: O Lagartense não compareceu a primeira rodada, o seu jogo contra o Sete de Junho foi atribuído W.O. com placar de 3–0 para o adversário.